# Calavino
Calavino és un antic municipi italià, dins de la província de Trento. L'any 2007 tenia 1.391 habitants. Limitava amb els municipis de Dro, Lasino, Lomaso, Padergnone, San Lorenzo in Banale, Trento i Vezzano.
L'1 de gener 2016 es va fusionar amb el municipi de Lasino creant així el nou municipi de Madruzzo, del qual actualment és una frazione.

## Administració
| Període | Identitat       | Partit        |
| ------- | --------------- | ------------- |
| 2005-   | Mariano Bosetti | Llista cívica |